# Złota Czuba
Złota Czuba (słow. Zlatý hrb) – wzniesienie położone na wysokości 2111 m w północno-wschodniej grani Małego Kieżmarskiego Szczytu w słowackiej części Tatr Wysokich, opadającej w kierunku Rakuskiej Przełęczy. Na południowym zachodzie graniczy z Kieżmarską Kopą, od której oddzielają ją Złote Wrótka, natomiast na północnym wschodzie Rakuska Przełęcz odgranicza ją od Rakuskiej Kopy – najbliższej kulminacji w Rakuskiej Grani. Złota Czuba znajduje się tuż powyżej siodła Złotych Wrótek i jest mało wybitna.
Na północny wschód opada ze Złotej Czuby w kierunku Doliny Zielonej Kieżmarskiej wybitna, długa grzęda, oddzielona od ścian Kieżmarskiej Kopy żlebem opadającym spod Złotych Wrótek. Na drugą stronę grani do Świstówki Huncowskiej – górnego piętra Doliny Huncowskiej – z wzniesienia spada piarżyste zbocze. Od południa szczyt prezentuje się mało okazale, od północy wyraźnie wyróżnia się jego grzęda.
Na Złotą Czubę nie prowadzą żadne szlaki turystyczne. Najdogodniejsza droga dla taterników wiedzie na nią granią od Rakuskiej Przełęczy, łatwe jest też dojście od Złotych Wrótek.
Pierwsze wejścia na szczyt miały miejsce przy przechodzeniu północno-wschodniej grani Małego Kieżmarskiego Szczytu.
Nazwy Złotej Czuby i innych okolicznych obiektów wiążą się z poszukiwaniem złota w Miedzianych Ławkach przez rodzinę Fabri z Kieżmarku.